# Patrick Haslwanter
Patrick Haslwanter (* 29. Jänner 1984 in Innsbruck) ist ein österreichischer Politiker der Freiheitlichen Partei Österreichs (FPÖ). Seit März 2018 ist er Abgeordneter zum Tiroler Landtag.

## Leben
Patrick Haslwanter besuchte nach der Volks- und Hauptschule in Innsbruck 1998/99 die dortige Handelsschule. Anschließend absolvierte er eine Lehre zum Elektroniker. Den Beruf des Elektrotechnikers übte er danach bis 2008 und von 2010 bis 2017 aus.
Im Ring Freiheitlicher Jugend (RFJ) Tirol hatte er ab 2001 verschiedene Funktionen inne, etwa 2001/02 als Obmann-Stellvertreter in Innsbruck, von 2002 bis 2006 als Bezirksobmann in Innsbruck und von 2006 bis 2010 als Landesobmann. Später wurde er Ehrenobmann des RFJ Tirol. Ab 2007 war er Mitglied des Landesparteivorstandes der FPÖ Tirol, von 2008 bis 2010 arbeitete er als Sekretär des Freiheitlichen Landtagsklubs Tirol. 2010 wurde er unter Landesparteiobmann Gerald Hauser aus der FPÖ ausgeschlossen.
Seit November 2014 ist er Bezirksparteiobmann-Stellvertreter der FPÖ Innsbruck-Land, seit 2016 ist er wieder Mitglied im Landesparteivorstand der FPÖ Tirol. Seit April 2017 fungiert er außerdem als Obmann des Freiheitlichen Familienverbandes Tirol. 2017/18 war er Wahlkampfleiter der FPÖ für die Landtagswahl in Tirol 2018. Am 28. März 2018 wurde er in der konstituierenden Landtagssitzung der XVII. Gesetzgebungsperiode als Abgeordneter zum Tiroler Landtag angelobt, wo er dem Ausschuss für Arbeit, Gesundheit, Pflege und Soziales angehört.
Bei der Wahl der Kammer für Arbeiter und Angestellte im Jänner 2019 kandidierte er als Spitzenkandidat für die Tiroler FPÖ, die erstmals selbstständig als Partei antritt und nicht mehr wie bisher als Freiheitliche Arbeitnehmer. Seit März 2019 gehört er unter Präsident Erwin Zangerl dem Vorstand der Tiroler Arbeiterkammer an. Für die Arbeiterkammerwahl im  Jänner 2024 wurde er erneut zum Spitzenkandidaten der FPÖ AK-Liste gewählt.
Bei der Landtagswahl 2022 kandidiert er hinter Spitzenkandidat Markus Abwerzger auf dem zweiten Listenplatz der Landesliste.
Im Juli 2025 wurde bekannt, dass von Sebastian Bohrn Mena gegen Patrick Haslwanter ein medienrechtliches Verfahren wegen strafrechtlich relevanter Äußerungen eröffnet wurde, die auf seiner Facebook-Seite veröffentlicht worden sind. Darunter fand sich etwa der Aufruf, "Sterbehilfe" an Bohrn Mena zu leisten. Das Landesgericht Innsbruck erwirkte in einem Beschluss, dass Haslwanter die Öffentlichkeit auf seiner Seite über den Prozess informieren muss.